# Luisa Ferida
Luisa Ferida (Castel San Pietro Terme, 18 de marzo de 1914 - Milán, 30 de abril de 1945) fue el nombre artístico con que fue conocida la actriz cinematográfica italiana Luisa Manfrini Farnet, una de las más destacadas de su país en el decenio 1935-1945. Adherida a la República Social Italiana, fue acusada de colaboracionismo al término de la Segunda Guerra Mundial en un juicio sumario irregular y fusilada por partisanos antifascistas, junto a su pareja sentimental, el también actor Osvaldo Valenti; estaba embarazada de cuatro meses.

## Biografía
Su verdadero nombre era Luisa Manfrini Farnet y nació en Castel San Pietro Terme, Italia. Tras cierta experiencia con la compañía teatral de Ruggero Ruggeri y Paola Borboni, debutó en el cine con el film Freccia d'oro (1935) de Corrado D'Errico. Destacó con rapidez, interpretando numerosos filmes con directores menores, aunque consiguiendo la fama y el éxito entre el público. Entre 1937 y 1938 formó con Amedeo Nazzari una pareja artística de éxito, interpretando con él La fossa degli angeli, I fratelli Castiglioni y Il conte di Brechard.
Cuando Alessandro Blasetti la llamó para rodar Un'avventura di Salvator Rosa (1939), ya era una actriz conocida y apreciada, lista para dar un salto en la calidad de sus películas. En Un'avventura di Salvator Rosa interpretó el papel de Lucrezia, llamando la atención de la crítica y el público. Gracias al film de Blasetti, Ferida alcanzó el estrellato.

### Osvaldo Valenti
El encuentro con Osvaldo Valenti, al cual se ligó sentimentalmente durante el rodaje del film, coincidió con el período de mayor éxito de su carrera. Los directores más populares de la época comenzaron a ofrecerle papeles de creciente importancia. En sus últimos años Ferida era considerada como una actriz de gran sensibilidad interpretativa y con una notable madurez expresiva, como señaló la actriz Elsa De Giorgi durante el rodaje del film La locandiera (1944), de Luigi Chiarini. Son de destacar sus actuaciones en La corona di ferro (1941), de Blasetti, Fedora (1942, de Camillo Mastrocinque), Fari nella nebbia (1942, de Gianni Franciolini), film por el cual fue premiada como mejor actriz italiana de 1942, Gelosia (1942, de Ferdinando Maria Poggioli), y La bella addormentata (1942, de Luigi Chiarini).

### Películas en Cinevillaggio de Venecia
Durante el fascismo los dos actores no eran conocidos por sus posiciones políticas. Era famosa, sin embargo, la imitación que Valenti hacía del Duce, despertando la hilaridad general. Tras el Armisticio entre Italia y las fuerzas armadas aliadas, Ferida y Valenti se encontraban entre las pocas estrellas del género cinematográfico de los teléfonos blancos que se adhirieron a la República Social Italiana. Así, dejaron Roma y Cinecittà para ir a trabajar a Cinevillaggio, el recién nacido centro cinematográfico de la R.S.I. en Venecia, construido por orden del ministro Ferdinando Mezzasoma, siendo ambos actores dos de los artistas más famosos del mismo. Allí, junto a Valenti, Ferida rodó Fatto di cronaca, film dirigido por Piero Ballerini en 1944, y que fue su último largometraje. Después se trasladaron unos días a Bolonia, donde Ferida, que estaba embarazada, deseaba visitar a su madre. Mientras estaban en el hotel "Brues" ella sufrió un aborto espontáneo. Valenti fue presa de un gran dolor y, como escribió a un amigo, «No quiero volver a oír hablar de arte y cine, y no quiero ir a España, donde tengo un lucrativo contrato. Siento que es mi deber hacer algo positivo por este pedazo de tierra que nos queda».
En la primavera de 1944 ambos fueron a Milán, al haber entrado Valenti, con el empleo de teniente, en la X Flottiglia MAS mandada por Junio Valerio Borghese. Como oficial de enlace de la Decima MAS, Valenti estaba en contacto con la infame banda de Pietro Koch, aunque las presuntas actividades de Ferida con ellos solo fueron calumnias sin fundamento.

### Muerte por disparos
En los días inmediatamente posteriores a la caída de la R.S.I., los dos actores pagaron con la vida su fama asociada al régimen fascista, la pertenencia de Valenti a la X Flottiglia MAS, y la asistencia a Villa Triste, en Milán, sede de la banda Koch.
A los 31 años de edad y embarazada (Kim, su único hijo, nacido de la relación con Valenti, había muerto al poco de nacer), Ferida fue fusilada por la Resistencia italiana en Milán junto a Valenti el 30 de abril de 1945, tras un proceso sumario en el cual fue acusada de colaboracionismo y, sobre todo, de haber torturado a algunos partisanos encarcelados en Villa Triste. Sin embargo, nunca llegó a demostrarse su responsabilidad con respecto a las actividades de la banda Koch.

### Juicio penal contra Marozin
Criminale Giuseppe Marozin, jefe de la brigada partisana Pasubio y responsable de homicidio de Ferida, declaró en el transcurso del procedimiento penal en su contra por aquel episodio: «Ferida no había hecho nada, realmente nada. Pero estaba con Valenti. La revolución barre con todos». Marozin también afirmó que la orden de llevar a cabo la ejecución de Ferida y Valenti vino directamente del Comité de Liberación Nacional en la persona de Sandro Pertini.
Luisa Ferida fue enterrada junto a Osvaldo Valenti, en el Campo X del Cementerio Maggiore de Milán, también conocido como Cementerio de Musocco.

## Filmografía

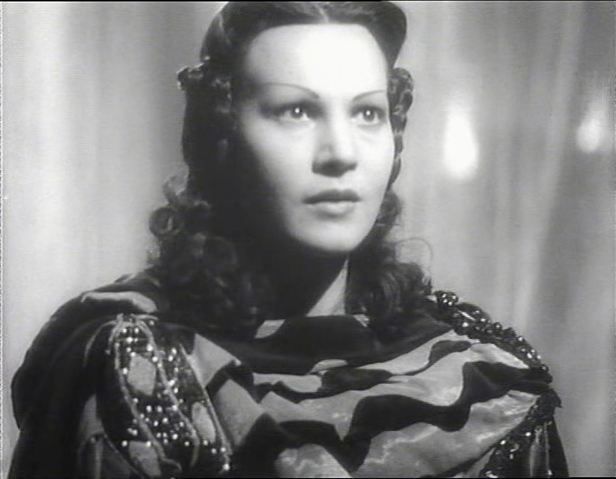
Luisa Ferida en La corona di ferro (1941).

| - Re burlone, de Enrico Guazzoni (1935) - Freccia d'oro, de Corrado D'Errico y Piero Ballerini (1935) - Lo smemorato, de Gennaro Righelli (1936) - Il grande silenzio, de Giovanni Zannini (1936) - I due sergenti, de Enrico Guazzoni (1936) - L'ambasciatore, de Baldassarre Negroni (1936) - Amazzoni bianche, de Gennaro Righelli (1936) - I fratelli Castiglioni, de Corrado D'Errico (1937) - La fossa degli angeli, de Carlo Ludovico Bragaglia (1937) - I due barbieri, de Duilio Coletti (1937) - I tre desideri, de Kurt Gerron (1937) - Tutta la vita in una notte, de Corrado D'Errico (1938) - Il conte di Brechard, de Mario Bonnard (1938) - L'argine, de Corrado D'Errico (1938) - Il suo destino, de Enrico Guazzoni (1938) - Stella del mare, de Corrado D'Errico (1938) - Animali pazzi, de Carlo Ludovico Bragaglia (1939) - Un'avventura di Salvator Rosa, de Alessandro Blasetti (1939) - Il segreto di Villa Paradiso, de Domenico Gambino (1940) | - La fanciulla di Portici, de Mario Bonnard (1940) - Nozze di sangue, de Goffredo Alessandrini (1941) - La corona di ferro, de Alessandro Blasetti (1941) - Amore imperiale, de Alexandre Volkoff (1941) - La cena delle beffe, de Alessandro Blasetti (1941) - I cavalieri del deserto, de Gino Talamo y Osvaldo Valenti (1942) - Fari nella nebbia, de Gianni Franciolini (1942) - L'ultimo addio, de Ferruccio Cerio (1942) - La bella addormentata, de Luigi Chiarini (1942) - Orizzonte di sangue, de Gennaro Righelli (1942) - Fedora, de Camillo Mastrocinque (1942) - Gelosia, de Ferdinando Maria Poggioli (1942) - Il figlio del corsaro rosso, de Marco Elter (1943) - Grazia, de Esodo Pratelli (1943) - Harlem, de Carmine Gallone (1943) - Tristi amori, de Carmine Gallone (1943) - La locandiera, de Luigi Chiarini (1944) - Fatto di cronaca, de Piero Ballerini (1944) |